# Mitrovica
Mitrovica (albanska: Mitrovicë med böjningsformen Mitrovica; serbiska: Митровица, Mitrovica) är centralorten i kommunen med samma namn och är belägen i norra Kosovo, vid floderna Sitnica och Ibar, med 83 235 invånare i kommunen exklusive norra delen.

## Historia
Området kring Mitrovica är en gammal bosättning vilken uppskattas ha bebotts redan under medeltiden. Under en tid hette staden Titova Mitrovica då varje delrepublik skulle ha en stad döpt efter den jugoslaviske ledaren Josip Broz Tito.

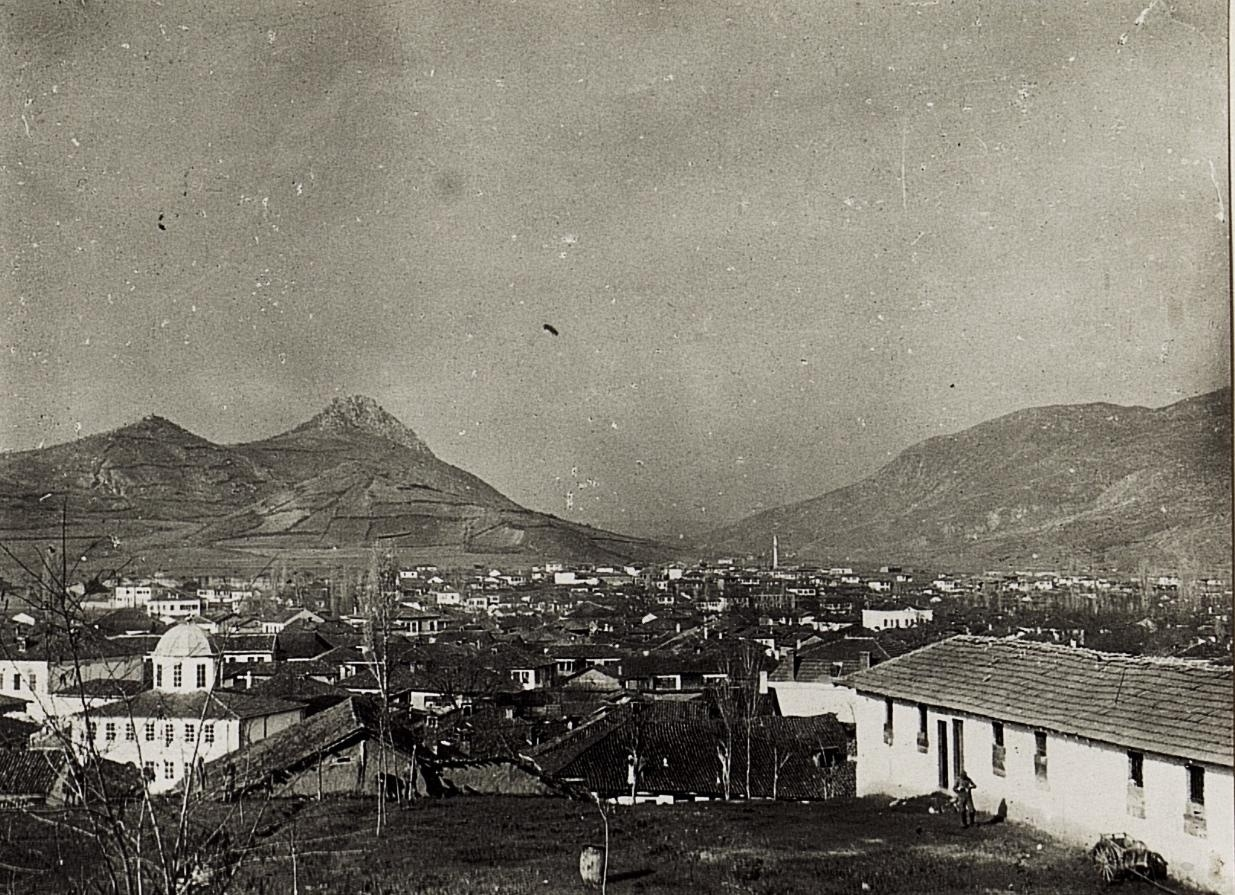
Mitrovica under första världskriget.

Sedan den 12 juli 1998 är staden delad av Ibarfloden i en nordlig serbiskspråkig och en sydlig albanskspråkig del. Den bevakas numera av polisstyrkor från Eulex och fredsbevarande soldater från Nato. Den norra delen av staden bebos i majoritet av kosovoserber men det finns delar i den norra delen där etniska albaner fortfarande bor som till exempel Lagja e boshnjakeve (Bosniska mahallan/området) eller Kodra e minatoreve (Gruvarbetarnas dal), Kroi i Vitakut, Suhadoll och Gushafc. I Lagja e boshnjakeve är majoriteten av invånarna kosovoalbaner. Före kriget bodde ungefär 13 000-15 000 kosovalbaner där, vilket kan jämföras med dagens 3 000.
Södra Mitrovica bebos till stor majoritet av kosovoalbaner och kring stadens sportkomplex och fotbollsarena, Adem Jashari, finns tvåvåningshus med etniska romer som återvänt efter kriget. Stadsdelarna i den södra delen är Shipol, Bajr, Tavnik, Zhabar, Verrnica och Vaganica som ligger längst söderut mot stadens utkanter. Landskapet Shala e Bajgorës nordöst om staden har resliga berg och källor som mynnar ur bergen. Befolkningen i landskapet kallas för shalianet som betyder ungefär Shalabor eller Shalas invånare. Flera albanska nationalhjältar har sitt ursprung i kommunen, däribland Isa Boletini, med ursprung i Shala e Bajgorës, likt andra krigare som Bislim Bajgora och Ahmet/Ymer Selaci och Ukshin Kovaqica som stred mot serbiska paramilitära styrkor och cetnikförband under andra världskriget.
Mitrovica är känt för att vara en industristad då Trepcagruvan ligger i närheten och anses ha stora tillgångar av zink, järn, guld och andra metaller. Oroligheterna i staden antas till stor del bero på Trepcagruvan då det är en av Europas största gruvor och med stora resurser. Som mest uppskattas det att runt 30 000 arbetade i Trepcagruvan och i smältverket Zvecan. Nu står både fabriken och gruvan öde.

## Personer
- Vedat Ademi - sångare
- Valon Behrami - fotbollsspelare
- Xhafer Deva - politiker
- Adnan Dibrani - politiker och riksdagsledamot i Sverige
- Nexhip Draga - politiker
- Ferhat Bey Draga - politiker
- Erton Fejzullahu - fotbollsspelare
- Rexhep Mitrovica - politiker
- Rona Nishliu - sångerska
- Miloš Krasić - fotbollsspelare
- Teuta Kurti - sångerska
- Faton Peci - politiker
- Valdet Rama - fotbollsspelare
- Sulejman Ugljanin - politiker
- Kadri Veseli - politiker